# シグルイ
『シグルイ』は、原作：南條範夫・作画：山口貴由による日本の時代劇漫画である。題字は平田弘史による。秋田書店の月刊漫画雑誌『チャンピオンRED』に、2003年8月号から2010年9月号まで連載されていた。単行本はチャンピオンREDコミックスが全15巻、2013年から秋田文庫版全7巻が刊行された。
題名の「シグルイ」は、武士道の真髄を説いたと言われる書物『葉隠』の一節、「武士道は死狂ひなり。一人の殺害を数十人して仕かぬるもの」（武士道は死に狂いである。一人を殺すのに数十人がかりでかなわないこともある）に由来する。
アニメ化もされ、WOWOWスクランブル枠で放送された。

## 概要
本作は、南條範夫の時代小説『駿河城御前試合』の第一話「無明逆流れ」を中心に展開されているが、山口貴由による奔放な脚色がなされており、ほとんど別物に近い作品となっている。
ストーリーの途中に、『駿河城御前試合』の他短編の物語を挿話としたり、他短編の主要人物が「無明逆流れ」の登場人物と関連を持ったりするような構成を取っている。また人物が共通する『武魂絵巻』のエピソードも織り交ぜられている。
単行本あらすじでは本作品を「惨酷無惨時代劇」と紹介している。劇画調のリアルな絵柄で、身体欠損や臓物がこぼれ落ちる過激な描写が多い。
山口は連載開始当初、第一試合以外も描くと宣言していたが、第一試合決着で完結となった。この分はシグルイの『無明逆流れ編』とされている。後年、山口は別作品『衛府の七忍』にて、本作品の登場人物をリファインさせたキャラクターを登場させている。
公式完全解説書として『シグルイ奥義秘伝書』がある。だが連載途中・完結前に刊行されたため、内容を網羅していない。

## 原作について
南條の『駿河城御前試合』は、駿府藩主・徳川忠長の御前で催された十一番勝負を描いた連作短編である。原作『駿河城御前試合』は長く絶版となっていたが、『シグルイ』の発表後、復刊ドットコムでの復刊リクエスト投票が成って、2005年10月6日に徳間文庫から復刊された。復刊された徳間文庫版の表紙には『シグルイ』第1話の画が採用されている。
原作小説の漫画版は、平田弘史が1966年に小説のエピソードを抜粋した『駿府凄絶大仕合』（芸文コミックス、後にレジェンドコミックシリーズより復刊）を手がけている。ただし平田版では「無明逆流れ」の話は収録されていない。「無明逆流れ」の漫画版としては、『シグルイ』以外にも、平田の弟である臣新蔵（現とみ新蔵）が、南條範夫原作の「戦国無惨伝シリーズ」の中で漫画化している（無明逆流れを参照）。また、森秀樹の作画により、『腕 -駿河城御前試合-』が描かれており、第1話「無明逆流れ」が『戦国武将列伝』（リイド社）の2011年2月号に掲載された。
1963年には「無明逆流れ」が『対決』の題名で映画化されている。

## あらすじについて
寛永6年9月24日、駿府城内で御前試合が行われることとなった。御前試合は、慣例として木剣を使用することになっているが、周囲が諌めたにもかかわらず、駿河大納言・徳川忠長の命により、今回は真剣を用いることが決定され、剣士達による凄惨な殺し合いが幕を開ける。その第一試合、隻腕の剣士・藤木源之助の前に現れた相手は、盲目・跛足の剣士、伊良子清玄だった。まともな試合ができるかどうか危ぶむ周囲の心配をよそに、伊良子は奇妙な構えを取る。刀を杖のように地面に突き刺して足の指で挟み、体を横に大きくのけ反らせるように捻るという構えに群衆が唖然とする中、対する藤木はまったく動じることなく刀を抜き放ち大きく構える。両剣士には浅からぬ因縁があった。
7年前のある夏の日。「濃尾無双」と謳われた剣豪・岩本虎眼が掛川に開いた「虎眼流」の道場に、伊良子が道場破りとして訪れる。伊良子は相手を務めた藤木を骨子術によって破るが、次に相対した師範の牛股権左衛門に追い詰められ、降参し入門を希望する。以降、入門を認められた伊良子は、牛股・藤木とともに虎眼流の「一虎双龍」と呼ばれることになる。腕を上げた伊良子は道場随一の剣士となり、虎眼流の後継者と目されていた。しかし、虎眼の情婦であるいくとの密通を虎眼に気づかれ、呼び出された伊良子は、虎眼の「流れ星」によって両目を斬られ、いくと共に放逐される。
3年後。掛川は忠長の領地となる。隆盛を極めていた虎眼流であったが、門弟が闇討ちされ、道場に首を晒されるという事件が発生する。高弟たちは犯人の捜索をするが、その中で高弟たちも同じ手口で殺害される。犯人は虎眼流への復讐を進める伊良子と判明するが、数日後に伊良子の策により分断された虎眼流の面々は刺客の襲撃を受ける。藤木と牛股は刺客を返り討ちにするが、虎眼は秘剣「無明逆流れ」を編み出した伊良子に斬られ、濃尾無双の伝説はここに幕を閉じた。
仇討を決意する藤木と牛股は逆流れを破るべく研鑽を続け、三重と共に師の無念を晴らそうとする。家老・孕石備前守の協力を得て、伊良子と藤木の果し合いの場が設けられるが、藤木は秘剣「無明逆流れ」に敗れて片腕を切り落とされ、牛股もまた伊良子に斬られる。意に沿わず生き延びた藤木だが、徳川忠長の命により自死も許されず、御前試合での再戦となった。
御前試合の場で、藤木は振り上げた刀を試合を見守るいくの眼前へ投げることで、「無明逆流れ」に空を斬らせるとともに、脇差を抜いて伊良子の懐に飛び込み、その胴を両断した。死闘を演じながらも互いを理解し合った藤木と伊良子であったが、忠長は伊良子を狼藉者とし、藤木に首を斬らせ晒すことを命ずる。己の意に反して伊良子の斬首を実行した藤木が自陣に戻って目撃したのは、自死を選んだ三重の遺体であった。

## 登場人物について
人物名下の「声 - 」はテレビアニメ版における声の出演者。

### 虎眼流関係者
藤木源之助（ふじき げんのすけ）
声 - 浪川大輔
本編の主人公。道場では牛股師範に次ぐ腕前を誇る、虎眼流の師範代。実直な青年で、年のころは原作によれば御前試合時点で27 - 28歳。勘も鋭く、わずかな閃きから「流れ星」の骨子となる技法を編み出した。素手での実力も凄まじく、流れ者の浪人七名を相手取り、丸腰の状態で倒してのける程の腕前。才を持つ伊良子を討つため凄まじいまでの努力を重ね、遂には自らも怪物と化す執念の剣鬼。幼少時から非常に寡黙であり、両親からは障害があるものと軽んじられていたが、強い意志と矜持、そして並外れた膂力を持ち、年相応の情熱も秘めた若者である。
剣の道を追求する姿勢は狂気じみており、「痛くなければ覚えない」と他の門弟にも容赦は無く、それは相手の身分や年齢を考慮することもない苛烈なものである。過去に道場破りに来た伊良子に敗北したことに固執しており、再戦すればただでは済まないと牛股から禁じられていた。
元は百姓の子だったが、没落武士の子を殺め、両親に殺されかけた際に虎眼に拾われ、士の身分になった。そのため虎眼へ忠義は異常なものがある。心から三重を慕い、武士として「三重様＝お家を守る」という忠義もあるが、ときに両立せず苦悩する。己を殺して士を貫く行動をとるとき、彼は鼻血を流す。その覚悟と姿勢は三重からは内心、「傀儡」と蔑まれ嫌悪される事となる。
虎眼流を相続した後、伊良子との果たし合い（仇討）に一度は敗北し左腕も剣名も失うが、鍛錬の果て、元から並々ならぬもののあった腕力をさらに磨き上げた結果、改め役に「腕一本分の働きは十分にする」とまで言わしめるほどの筋力を携えて駿河城御前試合の場で伊良子と再戦。憎しみを超えた感情を抱きながらも、ある奇策を用いて、宿命に決着を付ける。しかしその果てに得た物はあまりにも無惨な結末だった。
作者の山口は自身と藤木が同調していた旨を語っており、自身の心境と藤木の活動が互いに影響しあったという。

技：虎眼流の技全て、鍔迫り。虎にたとえられ、龍として描写される。最終的な武器は、虎殺七丁念仏と小刀の二本差。
伊良子清玄（いらこ せいげん）
声 - 佐々木望
藤木の対となるもう1人の主人公。原作によれば御前試合時点で30歳余り。周囲の人間を利用し、高い身分に昇り詰めようとする野心家。天賦の才で虎眼流の秘技を軽々と身につけ、藤木と並び跡目候補の1人と目されていたが、虎眼の愛妾いくとの密通が露見し、仕置きを受けて盲目となり、追放された。その後は検校のもとに身を寄せ、虎眼流への復讐を行う。独自の剣術「無明逆流れ」を編み出し、虎眼流の高弟達を血祭りに上げていく。
母が夜鷹（下級の売春婦）という下層の生まれのため、己の出自に対するコンプレックスが強く、異常な出世欲の元となっている。「伊良子清玄」は元々の名前ではなく、かつて江戸で弟子入りしていた医師の名前を盗んだものである。なお虎眼流内では、江戸出身で染物屋の勘当息子という嘘の来歴を語っていた模様。
過去に虎眼流の高弟達が自身の知る身分だけの侍とは違うと気づき、仲間意識を抱いたが、藤木のある一言を誤解して深い恨みを抱く。その一方で藤木の実力は誰よりも高く評価しており、主君である忠長が飼育していた狒々を「猿回しの猿」と評し、比較対象であった藤木を「虎の中の虎」とさえ述べるなど、歪んだ友情を抱いている。
仕官のち仇討にて藤木に勝利、剣名を上げ出世街道を進むが、駿河城御前試合にて藤木と再戦。いくの見えない援護を受けながら無明逆流れで藤木に挑むが、藤木の奇策で初太刀をかわされ敗れる。
技：無明逆流れ、流れ星（両目を斬られた代償に盗んだもの）、骨子術、その他虎眼流の技全て。瞳亡き龍として描写される。最終的な武器は、天下人の剣「一（いちのじ）」。
岩本虎眼（いわもと こがん）
声 - 加藤精三（老境時） / 矢尾一樹（壮年時）
岩本家当主であり虎眼流の開祖。「濃尾無双」と謳われた剣の達人。「流れ」や「流れ星」などの技を独自に編み出し、右手の指が1本多いという多指症を駆使した精妙な剣さばきを得意とする。晩年には精神に失調を来し、一日の大半を「曖昧」な状態で過ごし、わずかな時間のみ正気に返る、という精神状態となっていた。
娘に三重がいるが、妻は過去に縊り死にし、愛妾・いくを囲っている。
極めて苛烈な性格で、全体的に暴虐な面が目立ち、過去に受けた屈辱は忘れないなど異様に執念深い。ただし、過去に藤木が岩本家に引き取られた際には、優しげな笑みを浮かべ、絶命する寸前には三重の姿を見て、美しくなったと涙を流す等、人間らしい情愛を見せることもある。
建前有で復讐に訪れた伊良子と対戦し、正気でも曖昧でもない「魔神」と化して剛剣を振うが、無明逆流れの前に敗死する。伊良子にとっても大苦戦であり、顔面を両断されても胸を刺されてもなお絶命せず、最期の瞬間まで伊良子を畏怖せしめた。
山口は原作者の南條範夫をモデルにしていると巻末の解説に載せている。
技：虎眼流の技全て、秘剣流れ星。虎として描写される。
牛股権左衛門（うしまた ごんざえもん）
声 - 屋良有作
道場では虎眼に次ぐ事実上のナンバー2である、虎眼流の師範。身分は郷士。にこやかな風貌を持つ巨漢だが、後に虎眼の刀によって口を裂かれたため、怪異な容貌となった。巨大な木剣「かじき」を通常の太刀の様に軽々と振い、青竹を素手で握り潰すほどの怪力を持つ。
前髪だったころ、並外れた怪力のため周囲から敬遠されていたところへ、虎眼流を紹介され入門を決める。故郷の村に許婚の少女ふくを残しており、3年後に桜の木の下で立派な武士になって再会するという約束を交わしていた。しかし、ふくとの秘めた絆を虎眼に看破され、稽古の上で冷遇されるなどしたため、虎眼流に身をささげるため、素手での去勢を決行した。
藤木と伊良子の仇討ち勝負に助太刀として参戦、伊良子側の助太刀である多数の馬廻を全滅させるが、無明逆流れにて顔面を斬られ敗北。そのまま死亡したと思われたが、頭部を破壊された状態でもなお全身に伊良子への怨念を宿し続け、再起して検校邸を襲う執念を見せた。
去勢を実行する前、「赤縄」の景では牛股がふくを刀で斬殺しているシーンがあるが、逆に「契り桜」の景では、大人になったふくが切り倒された桜の切り株を見つめているシーンがある。決別のためにふくを殺害したとも、斬ったのはふくとの契りの象徴である桜の樹で、ふくの斬殺は許婚との別離を決意した牛股の心象風景とも取れるが、実際にどちらであるのかははっきりしなかった。山口によれば真相は後者であるが、受け手がどちらに解釈しても構わないとのこと。また馬廻を全滅させるシーンでは、木剣で人体を両断するシーンが描かれているが、荒唐無稽すぎてありえず、目撃者が混乱しているだけの集団幻覚の類と注記されており、清玄はまやかしと喝破し、事が治まった後で犠牲者の遺体を調べても目撃証言ほど壊されていなかった。
技：虎眼流の技全て、流れ星（星流れ）。体格と握力に優れ、かじき二刀を流れ星の掴みのまま振るう。牛や牛鬼にたとえられる。
岩本三重（いわもと みえ）
声 - 桑島法子
虎眼の一人娘。虎眼からは道場の跡取りを産むための存在としかみなされていない。純情だが虎眼の娘らしく激しさと気高さを内に秘めている。
男を目上の者の命令に逆らえない「傀儡」であると考えており侮蔑の目で見ているが、美男子である伊良子に懸想している。虎眼流の跡取りが伊良子に決まった日、高弟達の目前で男女の契りを結ばせようとする父・虎眼の命令に、唯々諾々と従う男たちとは異なり唯一伊良子のみが背いて（巧妙な伊良子の打算の上で行われた物であるが）三重の誇りを守ったため、伊良子への想いがより強固なものとなった。
伊良子追放後はショックのあまり拒食症となった時期もあり、藤木が跡目を継いで事実上の夫となった後もわだかまりを抱え続けた。
虎眼死亡後は愛憎入り混じった伊良子への復讐の念に取りつかれるが、最終的に藤木の想いを受け入れ、駿河城御前試合にて藤木と伊良子の決着を看取る。決着によって心に巣食う妄念は晴れたものの、忠長の命により不本意な伊良子斬首を実行した藤木を目撃し、彼が以前と変わらぬ「傀儡」だったことに絶望、自害した。
いく
声 - 篠原恵美
虎眼の囲われ者。彼女に関わった者は皆、不幸な目に遭うため、それを童歌として囃し立てられた。伊良子と密通したため、共に追放される。追放後は伊良子と共に賎機検校に仕え、名目上検校の愛妾となる。右胸の乳首は、伊良子がいくに手を出したことを見抜いた虎眼によって引きちぎられ、左胸は伊良子の仕置きの時に伊良子の股間を焼き鏝で焼くよう強要された際、伊良子をかばうために自ら焼いている。そして伊良子の復讐の際には背中には眼の無い龍が老虎を屠る様が入墨され、それを見て激昂した虎眼に背中の皮を削がれている。
文字通り伊良子の目となって彼を支え御前試合を見守るが、伊良子が斬られたことを目撃した後、藤木が投げつけた「七丁念仏」で自分の喉笛を斬り自死を選んだ。
近藤涼之介（こんどう すずのすけ）
声 - 堀江美都子
虎眼流の高弟。まだ前髪の美少年剣士。目録伝授は祖父が虎眼と懇意の間柄だったことによる「義理許し」であるが、侍としての心構えは備わっており、虎眼流を嘲弄した浪人を切り捨てたこともある。藤木を慕っており、剣士としていつかその域に達したいと思っていた矢先、伊良子の復讐劇最初の犠牲者となる。
その後は亡霊と思わしき形で度々現れるが、これがどういった表現・意図なのかは定かではない。
宗像進八郎（むなかた しんぱちろう）
声 - 大林隆介
元は掛川宿の侠客という経歴をもつ高弟。純粋な技量を元に中目録を授けられた「術許し」の実力者である。戦国時代の武者の様に体中に無数の疵跡がある歴戦の剣士。涼之助死亡後、一応の下手人として仕立てられた一刀流の檜垣陣五郎を討ち取った帰り道、霧の中で出会った伊良子によって殺された。
山崎九郎右衛門（やまざき くろうえもん）
声 - 島田敏
虎眼流の高弟。足軽出身。猫科動物の様なぎょろ眼をしている。涼之介にひそかに思いを寄せる。夜中に時折、涼之助のことを妄想しつつ、己の陰茎を口で慰めるという奇癖を持つ（この行動は他の高弟も知っているが、黙認されている）。ほか、町の食事処で虎眼流の悪口（正確には噂話）を漏らした浪人2名を素手で撲殺し、眼球を取り出して食べるなど、奇行にこと欠かない。
夜間外出した折に伊良子と遭遇、涼之助を殺された恨みを込めて「流れ」で応戦するが敗死。
丸子彦兵衛（まりこ ひこべえ）
声 - 稲葉実
虎眼流の高弟。足軽出身。牛股に次ぐ怪力を誇る巨漢で、その力は素手で畳を突き破るほど。伊良子と湯屋で対決した際には、正中線を両断されながらも絶命間際に貫手を放ち、壁板を叩き割る執念を見せた。
興津三十郎（おきつ さんじゅうろう）
声 - 小山力也
虎眼流の高弟。身分は郷士。剣術だけでなく学問にも秀でており、藤木に読み書きを教えた。細身ながら指2本で天井にぶら下がるなど、凄まじい指力を持つ。虎眼流には数少ない現実主義者でもあり、三重の心の崩壊などの出来事から虎眼流の行く末に絶望し、検校側に高弟の情報を売って伊良子の復讐劇に手を貸していた。裏切りに気付いた藤木を斬ろうとするが返り討ちに遭い、藤木と己の才の違いを改めてかみ締めながらとどめを刺される。
根尾谷六郎兵衛（ねおや ろくろべえ）
声 - 宝亀克寿
「濃尾三天狗」の異名を持つ虎眼流免許皆伝の3人の一。髭面が特徴的。普段は濃尾道場の師範であるが、伊良子から虎眼を守るべく呼び出された。しかし伊良子が訪ねてきた夜、魔神と化し敵味方の区別のなくなった虎眼に胴を真っ二つにされ死亡。三天狗らは登場している中では最古参の門人達で、牛股よりも更に経歴は長い。
伊吹半心軒（いぶき はんしんけん）
声 - 福田信昭
濃尾三天狗の二。経歴などは同上。3人の中ではやや小柄な体格。伊良子来訪の夜、六郎兵衛と同様の最期を遂げた。アニメ版では藤木の腕前を木剣で試すなど若干の活躍がある。
金岡雲竜斎（かなおか うんりゅうさい）
声 - 大友龍三郎
濃尾三天狗の三。3人中唯一の総髪。伊良子来訪の夜、買収されて生き残り、その資金をもとに江戸に道場を開く。後に伊良子に銘刀「一（いちのじ）」を届けた。
南條範夫の小説『秘剣流れ星』では主人公の師として登場している。
茂助（もすけ）
声 - 塚田正昭
岩本家に仕える老中間。寡黙であるが、道端で蛇平四郎に呼び止められても動じない程の胆力がある。腕前は不明ながら、伊良子への仇討では、助太刀として牛股らと共に参戦。牛股が敗れると果敢に抜刀して伊良子に挑戦し、討死した。
大坪（おおつぼ）
声 - 徳本恭敏
虎眼流の門人の1人。腕前は「目録」。伊良子入門以前からの門下生。伊良子への仇討に助太刀として参戦し、茂助同様の最期を遂げた。

### 舟木道場関係者
舟木一伝斎（ふなき いちでんさい）
声 - 大塚周夫
慶長以来名人と謳われた剣客。元は雑兵だったが、合戦の武勲で名を上げる。かつて虎眼と掛川城主の前で上覧試合をした際、木剣で下あごを削ぎ飛ばされた上、虎眼からは「殿の御前にて恥をかかされた。」として逆恨みされている。合戦の折、敵方の武将を鎧兜ごと一刀両断にして見せるなど、その怪力ぶりは息子達にも受け継がれている。
「がま剣法」編では、孤児となった屈木頑之助を憐れんで引き取った過去が描かれる。自身の経歴から「どのような境遇のものであろうと、一生に一度だけは自己の運命を覆し得る場に立つことが出来る」という持論があり、頑之助にも「兜投げ」への参加を許可するなど、人格者としての一面も見せている。しかし本番では、予想外に成長していた頑之助に危機感を覚え、顔面に兜をぶつけるように投げ、昏倒させている。
藤木と伊良子の仇討試合では仇討場に姿を見せているが、息子2人を失った衝撃のためか老境著しく、箱車に乗せられている。しかし剣士としての本能は失われていないのか、藤木の「流れ」、伊良子の「流れ星」の構えに反応している。
舟木数馬（ふなき かずま）、舟木兵馬（ふなき ひょうま）
声 - 近藤隆、楠大典
一伝斎の双子の息子。並外れた巨体と剛力の持ち主。「兜投げ」を得意とする達人であるが、藤木と伊良子の闇討ちによって討ち取られる。
「流れ」などの繊細な技術を用いる虎眼流剣士とは対照的に、怪力を生かした「勢い良く刀を振り下ろすだけ」のシンプルな戦法を使う。しかしその威力は凄まじく、これを知る牛股は藤木が防御した刀ごと頭を両断されることを危惧していた。
性欲が旺盛で、男娼を相手に、幾度かの交わりで相手が男娼としての価値を失うほどの暴力的な性欲処理を行う。また、兄弟揃って全く同じ表情で同時に絶頂に達するという奇妙なコンビネーションを見せる。性欲処理をした後は神社に参拝をして禊ぎを行い、藤木達の闇討ちの際も侍としての非礼を咎めるなど律儀な面もあるが、男娼狂いのほかにも、兄弟両方の相手をする嫁を娶りたいと吹聴し、兄弟でありながら千加に房中の手順を実践して説明するなど（その後千加は当時では異例の女性による夜這いを仕掛けている）兄妹揃って非常に性的に奔放。
屈木頑之助（くつき がんのすけ）
通称：蝦蟇（がま）。『駿河城御前試合』の一遍「がま剣法」の主人公で、がま剣法の使い手。巨大でイボだらけの醜い頭部、つぶれた鼻に離れた両眼、短い手足とまさに「蝦蟇」そのものの容貌。元舟木道場の剣士で、仇討場に現れる。藤木の「簾牙」と伊良子の「逆流れ」が交錯した瞬間にも両者の剣の軌道を見極めていたことから、この時点で剣の実力は相当なものだったと思われる（伊良子を除けば、屈木以外で藤木の左腕切断を見極めることができたのは牛股だけ）。
幼少のころに一伝斎に拾われ、育てられた。それまで体験したことの無いような優しい対応をとられて以来、千加に思いを寄せており、偶然にも千加の秘密を知ったことで執着するようになる。しかし、千加が頑之助に対して優しいのは、恋愛対象どころか人としてさえ彼を見ておらず、いわば家畜に対するそれと同様の心構えで接していたためであった。
意欲を見込まれて「兜割りの儀」に参加するが（これに成功したものが千加と結ばれることになっていた）、一伝斎に理不尽な手段で妨害され失敗。さらには、千加から本気の嫌悪感を向けられたことで、脱走する。その後、醜いはずの自分の顔が美青年に見えてくるなど、精神に異常をきたし、「兜割り」を成功させ千加からも好意を向けられる他の剣士を、ことごとく闇討ちにする。

舟木千加（ふなき ちか）
舟木一伝斎の娘で、兵馬・数馬の妹。「兜割りの儀」に成功した男子と結ばれる定めにある。女性でありながら試し斬りで兜と台の巻藁を両断するほどの剣術を修めており、類稀な怪力と豪放な気質の持ち主。美貌も類稀であったが、描写を見る限りその身体には半陰陽（あるいは仮性半陰陽）という性質がある。
嫉妬と逆恨みの末に狂を発した頑之助によって、斎田宗之助（さいだ そうのすけ）、倉川喜左衛門（くらかわ きざえもん）、笹原権八郎（後述）ら結婚するはずの剣士をことごとく闇討ちにされ（これは原作：がま剣法の通り）、最終的には忠長の妾となる。

### 検校屋敷関係者
賎機検校（しずはたけんぎょう）
声 - 飯塚昭三
盲人の自治組織当道座の最高位として大名並みの権力を持つ実力者。鍼師としては忠長の侍医でもある。自身は幼いころに鴉によって目を突かれたため失明したという。自身が唯一叶わなかった武で「目明き」を超えることを期待して虎眼によって追放された伊良子といくを抱え、虎眼流の殲滅に手を貸している。伊良子と後述の他、行き場を失った馬廻組など、多数の手練れを私兵として抱えている。

夕雲（せきうん）
賎機検校お付の剣士。体毛が一切ない。高級藩士の子であったが、忠義を理解出来ないという武士として致命的な欠点を持っていたが故、親に捨てられた過去を持つ。その後、将軍家剣術指南役の小野忠明の弟子となり、忠明から対西洋剣術の練習台として犠牲になるべくレイピアを渡され、以西把爾亜（イスパニア）剣術と呼ばれる刺突剣を用いた剣法の習得を命ぜられる。そして、小野派の高弟らを血祭りにあげるまでにその技を磨き上げた。
検校の命により虎眼と立ち会うが、虎拳の当て身により敗北。直後、検校に剣を向けたが、蝉丸によって阻まれ、手甲鉤で胸を貫かれ死亡。
蝉丸（せみまる）
声 - ヤスヒロ
賎機検校の家に仕える中間。全身に無数の痣がある巨漢で、全ての手指の先端が欠損している。含み針を得意とし、水中にいる鯉の目を正確に射抜くほどの技量を誇る。
伊良子清玄の命により他の中間3人と共に道中の牛股を襲撃するが返り討ちに遭い、秘剣「星流れ」により首を斬られる。倒れた後、装着していた手甲鉤が牛股の足を傷つけ、塗られた毒により牛股を昏倒させた。これにより牛股は岩本邸への帰還が遅れ、伊良子による虎眼殺害を阻止することが出来なかった。
友六（ともろく）
声 - 木内秀信
賎機検校に仕える中間。鼻の横に葡萄ほどの大きさの黒子がある。鉄砲術を得意とし、興津三十郎の「流れ」を見極めるなど、視力に長ける。
伊良子の手紙に誘い出された藤木源之助を討ち取ろうとするが、銃弾を刀のはばきで防がれ、逃げようとした所を斬り捨てられた。
蔦の市（つたのいち）
声 - 原康義
賎機検校の当道座に所属し、按摩と灸を生業としている座頭。増長しやすい性格で、伊良子の手がかりを求めて訪れた丸子と興津に対し挑発的な態度を取ったため、2人に音による恐怖を味わわされて失禁してしまう。後日にも、藤木源之助に対する軽率な発言により蛇平四郎に首を絞められている。伊良子に対しては心の底から当道者の希望として誇りに思っている。

### その他の人物
三枝高昌（さえぐさ たかまさ）
声 - 小川真司
伊豆守。忠長の家老。忠長の癇癖に振り回され苦労が絶えないが、側近としては有能で、主君の意を汲むことに長ける。駿河城御前試合の実行役。
お蓉（およう）
声 - 氷上恭子
伊良子清玄の母親。夜鷹（下級の売春婦）をして生計を立てているが、脳が梅毒に犯されており、息子の清玄と客の区別も付かなくなっている。好物はぎんつば（焼き餅）。清玄には慕われている反面、最下層の出自の証人として危険視されてもおり、虎眼流の跡目に指定されたと早合点した清玄に、過去との決別のため殺害された。
丹波蝙也斎（たんば へんやさい）
声 - 青山穣
無頼の浪人者8名の頭目。神夢想林崎流免許皆伝の剣豪だが、人目無くば斬り剥ぎも日常茶飯事という悪漢に堕している。虎眼流を嘲笑した仲間が涼之介に斬られたため、陣馬峠にて藤木と対戦。仲間共々素手の藤木に重傷を負わされ、昏倒中に宗像たちに石で撲殺された。なおこの際、生き証人として右近なる浪人1名のみが見逃されている。
檜垣陣五郎（ひがき じんごろう）
声 - てらそままさき
一刀流の使い手。かつて牛股に敗北して頬を削がれており、顔の半面を伸ばした髪で隠している。復讐のために山に籠って剣技を磨いていたところ、涼之介殺害の罪を着せられて宗像と対戦し、やっと復讐の時が来たと歓喜したが、一切の技術が通用せず斬殺される。
蛇平四郎（くちなわ へいしろう）
九鬼一家という博徒集団の用心棒で、一羽流の使い手。かつて藤木源之助と戦ったが、二度の敗北を経て藤木こそ虎眼流最強の剣士であると確信するようになり、敬意を持っている。虎眼流瓦解後、藤木に激励の言葉を贈っている。
孕石備前守（はらみいしびぜんのかみ）
掛川藩家老。右目に大きな傷のある老人。藤木源之助を見せるため、三男である雪千代を尾張から呼び戻したほど、藤木を侍として、また剣士として高く評価している。藤木と伊良子の仇討ち試合を了解したが、試合は藤木と伊良子の対決にとどまらず、牛股による無差別な大量殺戮の場と化したため、責任を負って、家中の者の責任を不問とする嘆願書をしたためた上、自裁した。
孕石雪千代（はらみいし ゆきちよ）
孕石備前守の三男。長身で美形の偉丈夫で、13歳の時に下女3名を妊娠させたという逸話があるほどの色好み。「本気（まじ）かよ」「つーかあり得ぬだろ」など、現代の若者言葉を意識したような台詞を喋る。
かつて江戸で「次郎右衛門忠常」の道場に入門しており、わずか3年という異例の速さで免許を皆伝されている。このことからも剣の実力はかなりのものと思われ、父の介錯においても並外れた手腕を発揮した。
父の死の原因を作ったまま生き延びている藤木を許せず（雪千代は、藤木が上意によって自殺できないでいた事情を知らなかった）、廃堂にて藤木の制止を振り切って襲い掛かるが、返り討ちとなり、藤木の実力を認める言葉を残して死亡した。対外的には病死として処理される。
伊良子清玄（いらこ せいげん）
虎眼流に入門した剣士の伊良子清玄とは別人。町医者ながら大名から侍医に請われるほどの名医で、類稀な骨子術を操り人の活殺を自在とする。剣士清玄に魅入られ骨子術の全てを伝えるが、その殺法で自身が殺害され、名を奪われる。
峻安（しゅんあん）
医師清玄の弟子。剣士清玄の兄弟子に当たり、師同様に骨子術の達人。その巨躯から繰り出される骨子術を絡めた体術は恐るべき威力を誇り、素手で並の剣客を圧倒する。藤木の腕試を三枝に命じられるが、その神技と心の闇（無明）に圧倒され死亡。
馬渕刑部介（まぶち ぎょうぶのすけ）
駿河藩密用方。伊良子に負け自決せんとする藤木の元に現れて上意を告げ、自決を阻む。しかし藤木が生き恥晒しと侮辱された際、知らぬ顔をして弁護せず、更なる屈辱を味わわせた。藤木と峻安の試合の結末に畏怖した後、落馬して謎の死を遂げる。
猪又晋吾（いのまた しんご）
まだ前髪の笹原門下生。笹原邸に預けられた藤木に木槍で手合わせを挑むが、不用意な発言が祟って左手四指を粉砕される。その後、一度断られたものの藤木に師事して先生と慕うようになり、御前試合の従者を務めた。なお第八十景では「真悟」と表記されている。

#### 他の『駿河城御前試合』『武魂絵巻』関連の人物
「がま剣法」の関連の人物については、上記#舟木道場関係者も参照。
月岡雪之介（つきおか ゆきのすけ）
『駿河城御前試合』の一遍「峰打ち不殺」の主人公。峰打ち不殺剣の使い手。2人の掛川藩士の報復に遭い、木の幹に縛り付けられ山中に放置されたいくと伊良子が野犬に襲われそうになったところを救出する。原作と同様の優男で、盲目になってから再び修業に励む伊良子と献身的にその世話をするいくを、時には刀を抜いて向かい合い共に鍛錬をし、見守っていた。
後に駿府の自宅で藤木と三重の身柄を預かることになったが、同時にいくの身柄も預かっていたため3人を出会わせてしまい、邸内で殺し合い寸前の一触即発の事態を招いてしまう。そのため、自分の力量では2人は預かれないと諦め、わずか1日で笹原に2人を預けた。
笹原修三郎（ささはら しゅうざぶろう）
宝蔵院流槍術徳川家槍術指南役。『駿河城御前試合』の一遍「がま剣法」の重要人物。徳川忠長の馬廻役であった若年時に蛇の舌を槍で貫く神技を見せ「笹原の舌切り槍」の異名を持つ。
邸宅に多数の浪人者を住まわせており、浪人の腕前、人品骨柄を見極めて仕官を推挙している。月岡に代わって、御前試合前の藤木と三重を預かる。
その肩書に違わぬ技量を誇り、隻腕となった藤木と手合わせした際は、駿府城で見た伊良子の逆流れを槍で再現し、藤木を一撃で昏倒させた。
立身出世さえ望まずただ伊良子を討つことのみを目的として生きる藤木の身を心底案じており、藤木が死の淵から生還した際には落涙して喜ぶなど作中でもかなりの良識人として描かれているが、一方で罪無き浪人者を主君と上役の命じるままに処罰する「傀儡」としての面も垣間見せている。
笹原権八郎（ささはら ごんぱちろう）
修三郎の従兄弟にあたる槍の名手で、兵馬・数馬の親友。人品が原作と大きく異なり、蛇を思わせる風貌と鋭敏な嗅覚を持つ怪人物に描かれる。屈木の手口を見破り、槍を用いた「兜投げ」も成功（両断ではなく貫通）させて千加と婚約を結ぶ。以降は若党の左助に槍を常備させ襲撃に備えたが、屈木の奇襲で槍を封じられて敗れる。
座波間左衛門（ざなみ かんざえもん）、磯田きぬ（いそだ きぬ）
『駿河城御前試合』の一遍「被虐の受太刀」の登場人物。共に顔見せのみの登場。
五位鷺志津馬（ごいさぎ しづま）
南條範夫の長編小説『武魂絵巻』の主人公。
大名がことごとく徳川幕府の転覆のための兵を出せないことを忠長に報告する。

#### 実在人物
徳川忠長（とくがわ ただなが）
声 - 松田佑貴
駿河大納言。将軍徳川家光の実弟でもある。残虐非道の暗君で、将軍継承争いに敗れたことを恨み、徳川幕府の転覆を目論む。暴君として描かれる。また実際の忠長に噂される妊婦解剖や静岡浅間神社での猿狩りの逸話（詳細は当該項目参照）は、モノローグでは否定されつつも全く釣り合わない危険な描写がされている。
寛永6年9月24日、駿河城で真剣を用いた御前試合を開催するという暴挙を犯した。開催の真意は前述の通り挙兵による家光への反逆であり、参加20余名という大規模にも全く満足していない。本件が原因となり斬首されることが、第一話冒頭にてあらかじめ語られている。
目をかけていた伊良子が無様に敗れたことに不満を抱き、勝利した藤木に、伊良子の遺体を斬首するよう強要する。
鳥居成次（とりい なおつぐ）
声 - 坂口芳貞
土佐守。忠長の家老。史実では寛永8年（御前試合の2年後）まで存命だが、作中では御前試合前に陰腹を斬って忠長に自らの内臓を見せつけ、真剣試合の愚かさを説いた。しかし逆効果に終わり、「暗君…」の一言を残し死亡。
柳生宗矩（やぎゅう むねのり）
声 - 近藤隆
将軍家剣術指南役。柳生新陰流伝承者。過去に虎眼と立会い、接戦の末「星流れ」に降参しかけるが、言い終わる前に虎眼より引き分けと告げられ、一応の体裁を保つ。
恩に着せることで徳川家剣術指南役に推挙させることを狙った虎眼に対し、宗矩は一計を案じ、虎眼と豊臣秀吉が同じく多指であることを利用して「仕官の面接の際には右手の指を1本隠した方がいい」と吹き込み、虎眼の悲願を水泡に帰させた（虎眼はこれを晩年まで恨んでいる）。
出世後は家光の参謀として益々その奸智に磨きをかけており、全国に送り込んだ門弟を通じて諸大名の動静を絶えず監視している。
伊達政宗（だて まさむね）
仙台中納言。徳川秀忠と家光に親父殿と慕われた史実を翻案し、忠長にも同様の信頼を置かれている。京都に向かう途中駿府で忠長と面会し、秀忠が薨去した際の、家光に対する謀反計画への連判を求められたが、もはや自身には軍権も武力も無いことを木剣で示し、これを拒否した（これも家光の前で帯刀を遠慮して木剣を挿していた逸話を翻案したものである）。
土井利勝（どい としかつ）
大炊頭。老中を務める幕府の最高権威で、その出自と風貌から家康の落胤とも噂される。忠長と密書をやり取りし（この行為自体も幕府に禁じられている）、家光への謀反を唆した張本人だが、その真意は反家光派を焙り出して一網打尽にすることにあった。このエピソードは南條範夫の小説『武魂絵巻』から採られたものである。

## 虎眼流の技法について
初代当主である岩本虎眼が修行中に用いていた（我流の？）兵法などを前身としたものであるらしい。真剣はたやすく折れるという理由により「刀が折れないよう剣を極力打ち合わせない」、「無駄に斬り込まず、最小の斬撃で倒す」など実践的な剣法と、当身技を多用する柔術など、独特な技法が含まれている。主要な技法には強力な握力や指の力を精密に操ることが求められる。稽古では袋竹刀などではなく、木刀で直に打ち合うなど、非常に過酷ではあるが、総合的に見ると新たな技の開発や、個人の創意工夫が認められているなど、自由度が高い武術である。以下に主な技法を挙げる。
虎拳（こけん）
手首を用いた当身技。虎眼はじめ多くの門人が使用する基本技だが、あまりの速度ゆえ常人の動体視力では捉えることもかなわず、その威力は一撃で人体を骨ごと破壊する。空手で主に払い技として使用されている「孤拳」と類似しているが、作中では幾人かこの技で撲殺されており、明らかに攻撃用である。
流れ（ながれ）
中目録以上にのみ伝授される秘伝の技。刀を片手で背後に担ぎ、そこから相手に向かって刀を横に薙ぐ技であるが、刀を振ると同時に、手を刀の鍔元から柄尻まで横滑りさせることで「人体は三寸斬り込めば致命傷になりうる」という虎眼流の理を元に、相手に間合いを誤認させ、切先による最少の斬撃で相手を倒すことを旨としている。
原理が単純であるがゆえ、刀をかつぐ以外にも様々な応用がきく。技術として、強靭な握力と精妙な制御が必要とされる。
流れ星 / 星流れ
虎眼が生み出した必殺剣。免許皆伝を与えられた者のみが使うことを許されており、その域に達しない者は、技を見てはならないという掟がある。開眼の地である秋葉山昆嶽神社は虎眼流にとって聖地とされる。
右手の人差し指と中指の間で剣の柄を挟み、左手の指で刀身を掴んで力を溜めてから放すことが要点で、これにより爆発的な速度を持つ斬撃を放つことが出来る。更に流れの要領で柄を指の間で滑らせ、間合いを伸ばす。これに加え、刀を放つ際に身体を回転させることで、周囲の物を一刀両断とする。
虎眼が主君の前でこの技を披露した時、6人の囚人の首を一度に撥ね、内2人の首は胴の上に乗ったままだったという。
藤木、牛股、伊良子らもこの「星流れ」を使うが、3人それぞれで型が微妙に異なるが、全て「星流れ（流れ星）」とされる。
作中、技の名称が「流れ星」と「星流れ」の2つで呼ばれるが、どのような基準で区別されているかについて作中では言及はされていない。原作では虎眼流の奥義は「流れ星」となっているが「秘剣流れ星」において、主人公の使う技は「星流れ」という名称が用いられている。
原作の「流れ星」は「対手の首を狙い、流星の如き神速で横薙ぎの一閃を放つ、一太刀が必殺の秘剣」とされ、細かい描写はされていない。山口版は、これをもとに大幅なアレンジを加えている。。
流れ星の掴み（仮称）
人差し指と中指の二指で刀の柄を挟むように握る、星流れに用いられる掴み。本来ならかなり高次の門弟にしか伝授されない秘技（と推察される）が、藤木が自力で辿り着き、伊良子の仕置きの際に他の門弟にも見せたことから興津など未伝授の者にも使われるようになる。
拳の星流れ（仮称）
藤木が虎眼のヒントにより星流れの原理を習得した際、自ら編み出したと思われるもの。星流れの原理を応用し、拳をもう片方の掌で抑えて力を溜め、その反動で裏拳を高速で放つ。威力が数段増しており、命中した丹波の下顎を完全に削り飛ばした。
飛猿横流れ（ひえんよこながれ）
逆回転によって、後回しに流れを放つ技。正面より上半身のみを捻る通常の流れとは異なり、全身の回転を利用し、更には踏み込みを加えるため、流れの攻撃範囲を遙かに凌駕する。
原作の「無明逆流れ」では藤木が独自に編み出した技として登場する。「流れ星」に改良を加えた技であり、対手の左肩にぶつかるように接近し、飛びこみざまに横薙ぎに払う。
練り（ねり）
鍛錬法の1つ。巨大な木剣「かじき」を使用し、素振り一挙動を小半刻（約30分）かけて行う。力んだ際に奥歯が粉砕するのを防ぐため、手拭を口にくわえて行う。
涎小豆（よだれあずき）
虎眼流の入門儀式。豇豆（ササゲ）の甘露煮に水飴を絡めたものを入門希望者の額に一粒貼り付け、当主である岩本虎眼がそれを抜き打ちで十文字に寸断するというもの。この際、同席者は刀の刃で指を切って出た血を同様に自らの額に付ける。抜き打ちが成功した後は、同席者全員で「お美事(みごと)にございまする」と斉唱するのが習わしである。清玄はいくの乳首に載せた米粒で成功させている。
簾牙（すだれきば）
藤木源之助と牛股権左衛門が、対 伊良子清玄戦に向けて開発した構え。清玄の「無明逆流れ」対策（下段封じ）として考案された。
右手を流れ星の骨子の掴みで構え、左手に脇差を構える。想定された伊良子の攻撃方法が下段からの斬撃であることから、左に構えた脇差で攻撃を受け止め、右手の刀で反撃することを目的としている。
実戦では両名ともに敗れた。藤木は無明逆流れを脇差しで受けたが威力に負けて左腕を切断される。牛股はかじきで土砂を弾いて浴びせ逆流れをはね上げようとするも、怯まずに逆流れを決行した伊良子の軌道を読み切れず敗れる。

## その他
無明逆流れ（むみょうさかながれ）
原作の一編の題名ともなっている技。伊良子が虎眼流を追放された後に、編み出した独自の必殺剣。「盲人が杖を突いているかのような」剣を地面に突き立てた構えから、倒れこんで相手の攻撃をかわしつつ、相手の正中線を「流れ」で切り上げる技。特に流れ星のように首をねらう横のなぎに対しては効果的。
要点は星流れと似ているが、強固な地面に刀を突き立て溜めとし、全身のバネを用いて切り上げることで、その一刀は星流れ以上の斬撃に昇華している。
地面の状況に影響を受けやすいという弱みを抱えていたものの、跛足となってからは刀身を足の指で固定して力を溜めるという動作により、弱点は克服され、さらに「流れ星」に近い技に進化した。
原作では無明逆流れに用いられる、地面に突き立てた刀を斬り上げる技術を総称して逆流れと呼んでいるようだがシグルイではこの呼称は用いられていない。
無双許し虎参り（むそうゆるしとらまいり）
掛川城下にある「無双」を謳う剣術道場に「かじき」を持って訪れ、門前で素振りを披露した後、道場に入り手合わせを願う。そうして指導の名目で道場主から金を貰う（脅し取る）という虎眼の若いころの路銀調達法であり、その後も弟子に継承され、続けられている。
骨子術（こっしじゅつ）
経絡を利用した体術等の一種、道場破りに現れた伊良子が、「鍔迫り」で押そうとした藤木に指溺み（ゆびがらみ）という技を用いて勝利した。また、涎小豆を行う際には、牛股が逆に伊良子の動きを封じるのに用いた。伊良子は江戸の医師からこの技術を学んだ。
かじき
虎眼流の鍛錬である「練り」に使われる素振り用の木剣。上下させること自体が困難とされ、その大きさからカジキマグロに見立てられ、こう呼ばれる。本来は鍛練用だが、牛股は二刀流で立ち合いをしただけでなく「流れ」や「簾牙」を繰り出した。また、幅の広さから簡易の楯として利用することも可能である。
若いころの虎眼が担いでいる姿も描かれている。
七丁念仏（ななちょうねんぶつ）
虎眼が掛川城主である安藤直次から預かった宝刀。備前だが刀工は不明だという。作中では白鞘になっている。田宮対馬守長勝が辻斬りに用いた際「斬られた坊主の傷が開き絶命したのが七丁歩先」という伝説があり、それを検証するため虎眼が罪人で生き試しをした際に、手元に置けば災いがあると発言したことでそのまま預かることになった。
虎眼が死んだ後はさらに、“虎殺”七丁念仏と名前に付け加えられた。名刀ではあるが言葉通り災いを呼んだため、藤木に押しつけられた。

兜投げ
賤ヶ岳の戦いで雑兵だった一伝斎が、一太刀で敵兵を兜の上から胴甲の中ほどまで切り下げたことに由来する。この武勲にあやかり、舟木流道場では門弟の力量を測る名物の武技となっている。
「兜投げ」は通常の兜割りように、台の上に置くのでは無く、横から投げられた兜が「中空にあるうち」に両断することが成功の条件なので、技術・力共に相当なものが求められる。
刀以外の武具でも、兜をある程度破壊できれば成功と認められるようで、権八郎は槍で鉄兜を貫通させて成功となっている。
がま剣法
屈木頑之助が富士山麓で独自に編み出した剣法。頑之助の特徴的な巨大な頭部を起点とし、頭部を地面に付けたまま、後背筋ではね上がり、ブレイクダンスのヘッドスピンのように回転しながら相手の両足を切断する。
下方に攻撃できる槍には弱いが、権八郎を襲撃した際は先に槍持ちを潰すなど、一対多数も想定した臨機応変な戦法を信条とする。

## 単行本
- 山口貴由 『シグルイ』 秋田書店〈チャンピオンREDコミックス〉、全15巻
  1. シグルイ 1 （発売日：2004年1月22日） ISBN 4-253-23043-1
  2. シグルイ 2 （発売日：2004年6月24日） ISBN 4-253-23044-X
  3. シグルイ 3 （発売日：2005年1月20日） ISBN 4-253-23045-8
  4. シグルイ 4 （発売日：2005年6月20日） ISBN 4-253-23046-6
  5. シグルイ 5 （発売日：2005年11月19日） ISBN 4-253-23047-4
  6. シグルイ 6 （発売日：2006年4月20日） ISBN 4-253-23048-2
  7. シグルイ 7 （発売日：2006年10月20日） ISBN 4-253-23049-0
  8. シグルイ 8 （発売日：2007年3月20日） ISBN 978-4-253-23218-0
  9. シグルイ 9 （発売日：2007年8月21日） ISBN 978-4-253-23219-7
  10. シグルイ 10 （発売日：2008年2月20日） ISBN 978-4-253-23220-3
  11. シグルイ 11 （発売日：2008年8月20日） ISBN 978-4-253-23221-0
  12. シグルイ 12 （発売日：2009年3月19日） ISBN 978-4-253-23222-7
  13. シグルイ 13 （発売日：2009年9月18日） ISBN 978-4-253-23223-4
  14. シグルイ 14 （発売日：2010年3月19日） ISBN 978-4-253-23224-1
  15. シグルイ 15 （発売日：2010年10月20日） ISBN 978-4-253-23225-8
- 『シグルイ奥義秘伝書』 （発売日：2007年8月21日） ISBN 978-4-253-23247-0

- 山口貴由 『シグルイ』 秋田書店〈秋田文庫〉、全7巻
  1. 2013年7月10日発売 ISBN 978-4-253-18121-1
  2. 2013年10月10日発売 ISBN 978-4-253-18122-8
  3. 2014年1月10日発売 ISBN 978-4-253-18123-5
  4. 2014年4月10日発売 ISBN 978-4-253-18124-2
  5. 2014年7月10日発売 ISBN 978-4-253-18125-9
  6. 2014年10月10日発売 ISBN 978-4-253-18126-6
  7. 2015年1月9日発売 ISBN 978-4-253-18127-3

## テレビアニメ
2007年7月19日より10月12日までWOWOWにて放送。HV制作。残酷な描写があるため、R-15指定相当となった。

### キャスト
- ナレーション - チョー

### スタッフ
- 原作 - 南條範夫「駿河城御前試合」
- 漫画 - 山口貴由（月刊『チャンピオンRED』連載中）
- 監督 - 浜崎博嗣
- シリーズ構成・脚本 - 水上清資
- キャラクターデザイン・総作画監督 - 筱雅律
- プロップデザイン - そえたかずひろ
- 美術監督 - 金子英俊
- 色彩設計 - 鎌田千賀子
- 撮影監督 - 増元由紀大
- CGディレクター - 相馬洋
- 編集 - 寺内聡
- 音響監督 - 本田保則
- 音楽 - 吉田潔
- プロデューサー - 北浦宏之、上田耕行、二方由紀子、小山芳弘
- アニメーションプロデューサー - 篠原昭
- アニメーション制作 - マッドハウス
- 製作 - シグルイ製作委員会（WOWOW、ジェネオンエンタテインメント、マッドハウス、秋田書店）

### 各話リスト
| 話数     | サブタイトル           | 絵コンテ   | 演出     | 作画監督            |
| -------- | ---------------------- | ---------- | -------- | ------------------- |
| 第一景   | 駿府城御前試合         | 浜崎博嗣   | 増原光幸 | 筱雅律              |
| 第二景   | 涎小豆（よだれあずき） | 浜崎博嗣   | 増原光幸 | 金亨一 李正弼       |
| 第三景   | 鎌鼬（かまいたち）     | 香月邦夫   | 立川譲   | 村田睦明 あべたくじ |
| 第四景   | 童歌（わらべうた）     | 福田道生   | 細田雅弘 | 山崎展義            |
| 第五景   | 秘剣伝授               | 駒井一也   | 駒井一也 | 駒井一也            |
| 第六景   | 産声                   | 増原光幸   | 増原光幸 | 奥田佳子            |
| 第七景   | 牙                     | 平尾隆之   | 立川譲   | 申在益 李敏培       |
| 第八景   | 蝉しぐれ               | 吉田徹     | 小田原男 | 村谷貴志 江本正弘   |
| 第九景   | 虎子                   | 高橋亨     | 羽生尚靖 | あべたくじ 村田睦明 |
| 第十景   | 検校仕置屋敷           | 福田道生   | 細田雅弘 | 山崎展義            |
| 第十一景 | 月光                   | 鶴岡耕次郎 | 立川譲   | 李敏培 申在益       |
| 第十二景 | 無明逆流れ             | 川尻善昭   | 増原光幸 | 村谷貴志 江本正弘   |